# Grafmonument van Jan Albregt
Het grafmonument van Jan Albregt (en Wilhelmina Engelman) op begraafplaats De Nieuwe Ooster in de Nederlandse stad Amsterdam is een rijksmonument.

## Achtergrond
Jan Albregt (1829-1879) was toneelspeler en schouwburgdirecteur. Na zijn overlijden werd een commissie onder leiding van Daan van Ollefen aangesteld om zijn dood permanent te herdenken door middel van een monument. In augustus 1879 werd daartoe een opdracht gegeven aan schilder Charles Rochussen (ontwerp) en beeldhouwer Eduard Colinet (uitvoer). In voorjaar 1880 was het model klaar en kon Colinet beginnen aan het uitbeitelen van het marmeren gevaarte. Op zes september 1880 werd het onthuld.
In 1898 werd het overgebracht van de Oosterbergraafplaats (dat geruimd werd) naar De Nieuwe Ooster mede op kosten van zijn weduwe. In 1902 werd zijn vrouw Wilhelmina Engelman bijgezet.

## Beschrijving
Het natuurstenen monument bestaat uit een rechthoekige sokkel, waarop een fries met acroterieën is geplaatst. De staande steen toont en treurende muze in hoogreliëf, met in haar linkerhand een lauwerkrans. Aan haar voeten zijn een toneelmasker en bijenkorf. Op de achterkant van het monument is een overzicht aangebracht van de toneelstukken waarin Albregt speelde.
De originele sokkel meldde de tekst: "Aan Jan Herman Albregt, Amsterdam 1829-1879, Zijne vereerders". Na het bijzetten van zijn vrouw kwam er een nieuwe tekst op de sokkel, links Albregt, rechts Engelman; de oude oorspronkelijke tekst verhuisde naar de achterkant van de sokkel. 

## Waardering
Het grafmonument (klasse 2, vak 10a, nr. 1) werd in 2004 in het Monumentenregister opgenomen vanwege het "algemeen belang wegens cultuur- en funerair-historische waarde."